# Ostichthys sheni
Ostichthys sheni är en fiskart som beskrevs av Chen, Shao och Mok, 1990. Ostichthys sheni ingår i släktet Ostichthys och familjen Holocentridae. Inga underarter finns listade i Catalogue of Life.